# Biblioteca Agrícola Nacional de los Estados Unidos
La United States National Agricultural Library (NAL) (Biblioteca Agrícola Nacional de los Estados Unidos)  Es una de las bibliotecas de investigación agrícola más grandes del mundo y funciona como biblioteca nacional de los Estados Unidos y del Departamento de Agricultura de los Estados Unidos. Ubicada en Beltsville (Maryland), es una de las cinco bibliotecas nacionales de los Estados Unidos (junto con la Biblioteca del Congreso, la Biblioteca Nacional de Medicina, la Biblioteca Nacional de Transporte y la Biblioteca Nacional de Educación). También coordina el "Centro de Información de la Red Agrícola" (AgNIC), una red nacional de instituciones estatales con concesión de tierras y coordina las bibliotecas de campo del Departamento de Agricultura de los Estados Unidos (USDA).
La Biblioteca Nacional Agrícola (NAL) se fundó el 15 de mayo de 1862, tras la firma de la Ley Orgánica por Abraham Lincoln. Funcionó como biblioteca departamental hasta 1962, cuando el Secretario de Agricultura la designó oficialmente "Biblioteca Nacional Agrícola". El primer bibliotecario, nombrado en 1867, fue Aaron B. Grosh, uno de los fundadores de la "Granja Nacional de la Orden de Patronos de la Ganadería" « The National Grange of the Order of Patrons of Husbandry ».

## Historia

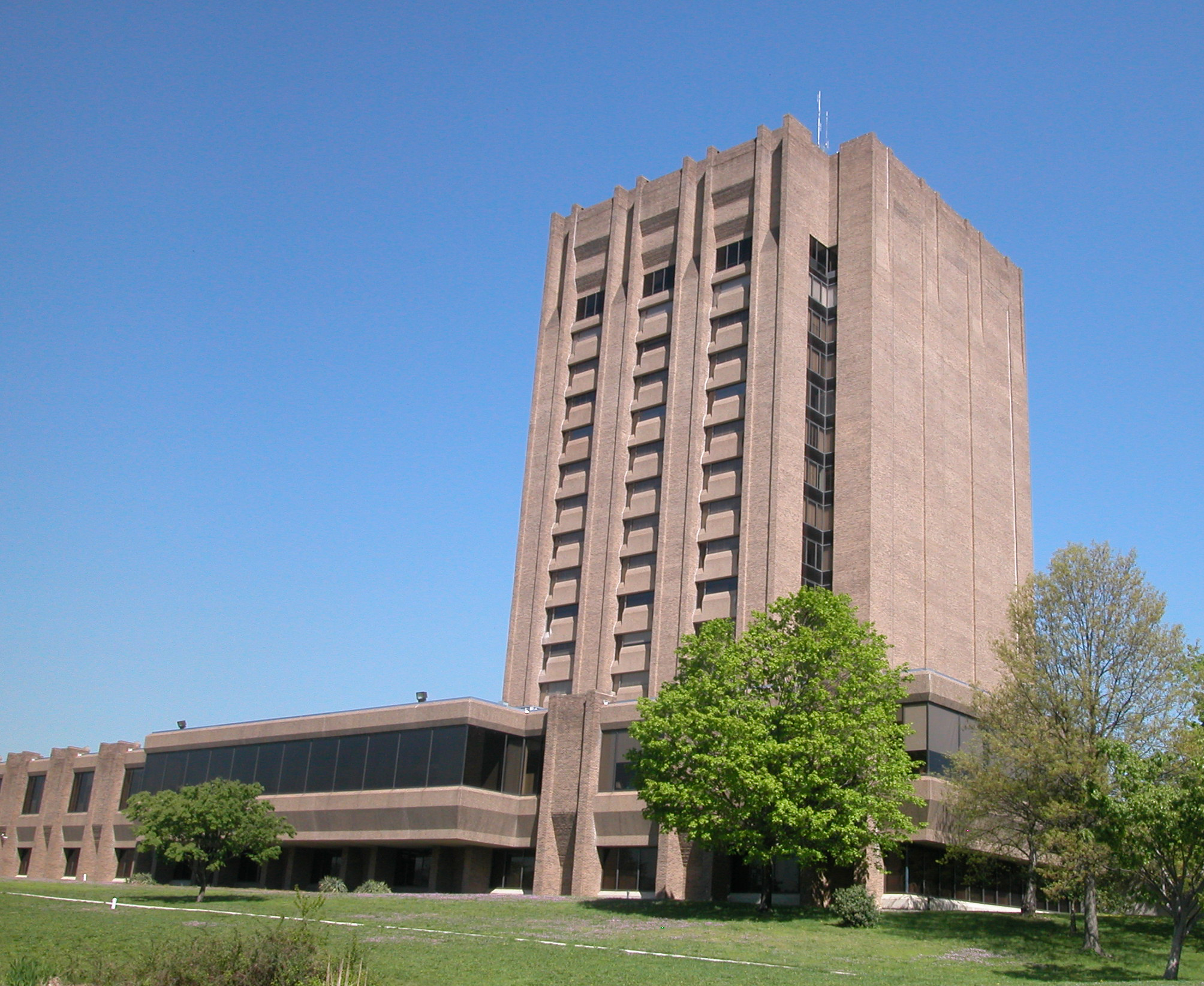
Edificio Abraham Lincoln de NAL en Beltsville, Maryland.

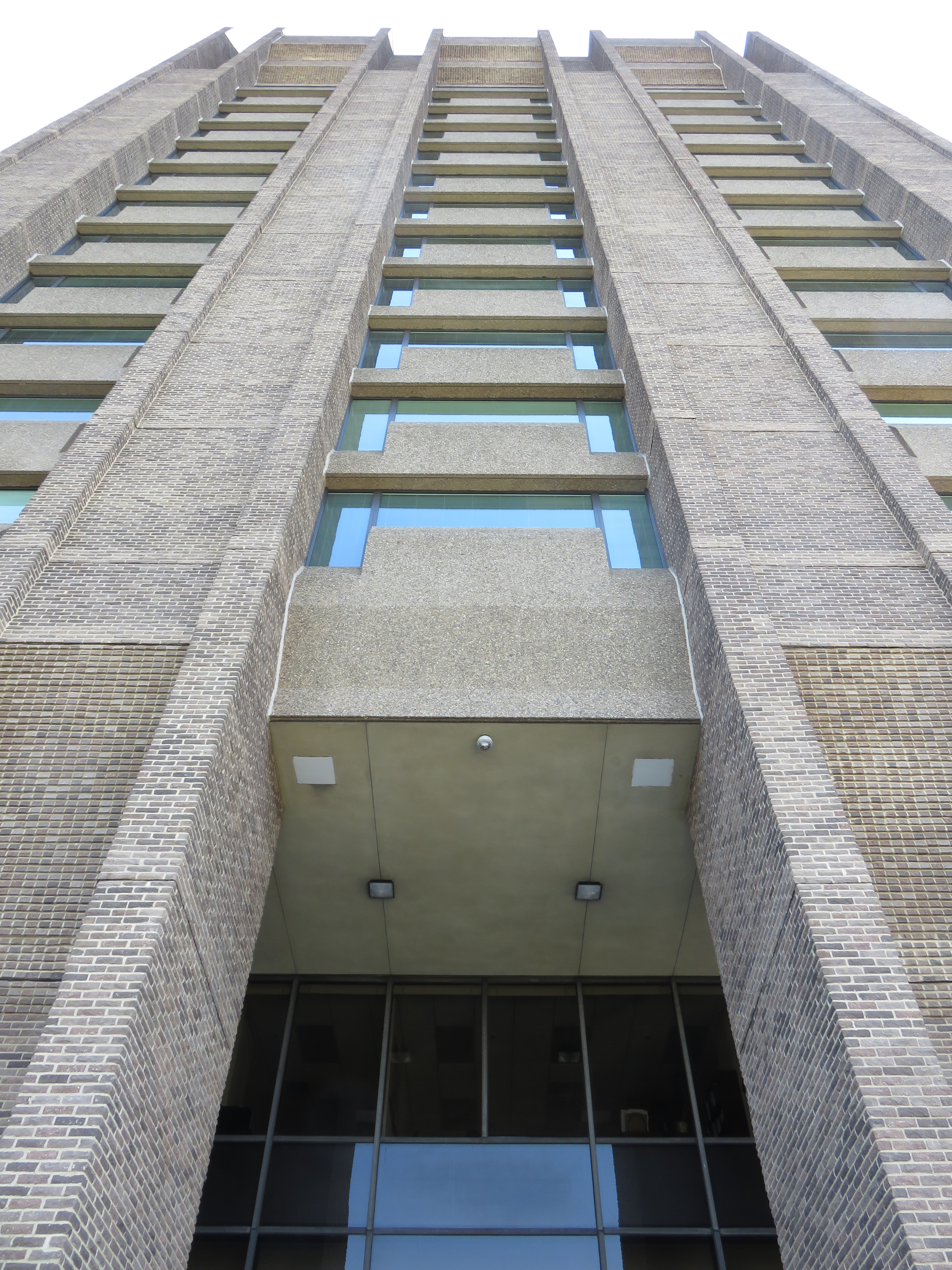
Fachada del Edificio Abraham Lincoln

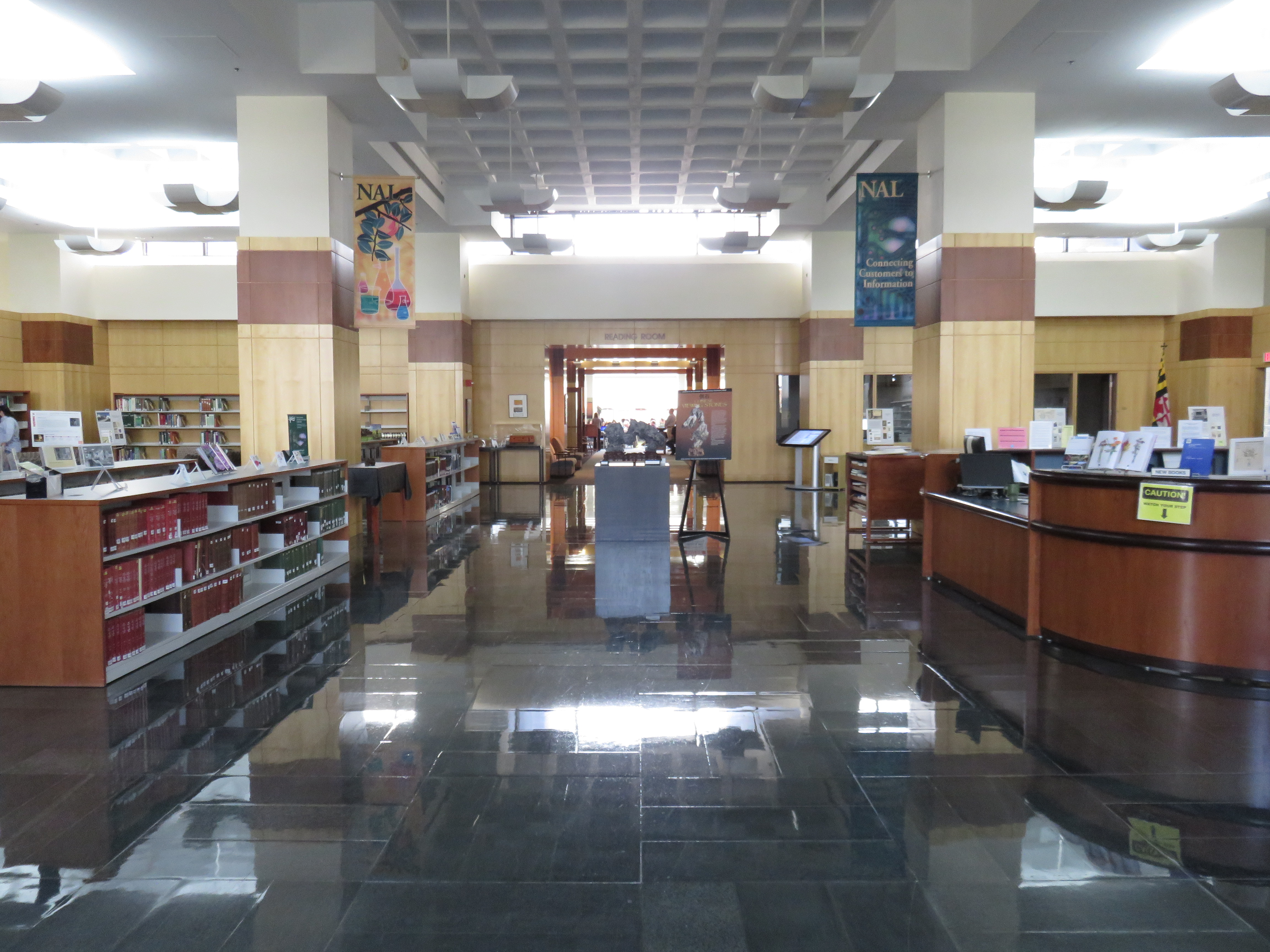
Vestíbulo del edificio Abraham Lincoln

La NAL se estableció como la Biblioteca del Departamento de Agricultura de los Estados Unidos el 15 de mayo de 1862, con la firma de la Ley Orgánica por Abraham Lincoln. En 1863, la colección de la biblioteca comprendía 1000 volúmenes que habían sido transferidos de la División Agrícola de la Oficina de Patentes de los Estados Unidos. Para 1889, la colección de la biblioteca había aumentado a 20 000 volúmenes, y se contrató a un bibliotecario de Amherst College para crear un sistema de clasificación para la colección de la biblioteca. En ese momento, la biblioteca estaba ubicada en el segundo piso del edificio principal del Departamento de Agricultura. En 1893, William Cutter fue contratado como bibliotecario del Departamento, e inició un esfuerzo de reorganización para modernizar la biblioteca y mejorar su eficacia. Su principal logro fue consolidar la colección de 38 000 volúmenes de la biblioteca en una biblioteca central; Anteriormente, más de la mitad de la colección de la biblioteca se encontraba en bibliotecas divisionales de todo Estados Unidos. Para 1900, la colección de la biblioteca contaba con 68.000 volúmenes, y en 1915, la biblioteca se trasladó a unas instalaciones más amplias en el Edificio de Oficinas Bieber, ubicado en 1358 B Street SW, Washington, D. C. En 1932, la biblioteca se trasladó de nuevo a las instalaciones del Edificio Sur del USDA en Independence Avenue.
En 1934, la colección alcanzó los 250.000 volúmenes, y la biblioteca comenzó a participar en el Servicio Bibliofilm, que, junto con el Instituto Americano de Documentación y el Servicio de Ciencias, proporcionaba microfilmes de artículos a científicos. Este fue el primer intento a gran escala de una biblioteca de proporcionar copias de materiales a los usuarios, en lugar de los documentos originales, y durante su primer año se distribuyeron más de 300.000 ejemplares.
Durante la Segunda Guerra Mundial, el Departamento de Agricultura se reorganizó para atender las necesidades de la época de guerra. La biblioteca, descentralizada desde 1920, se consolidó en una instalación central bajo la dirección del bibliotecario del departamento, Ralph R. Shaw.
El 23 de mayo de 1962, coincidiendo con el centenario de la fundación de la biblioteca, el Secretario de Agricultura Orville Freeman la designó oficialmente Biblioteca Agrícola Nacional, convirtiéndola en la tercera biblioteca nacional de Estados Unidos. En 1964, el Congreso asignó fondos para iniciar la planificación de una nueva biblioteca en Beltsville, Maryland, en los terrenos del Centro de Investigación Agrícola de Beltsville. La construcción de las nuevas instalaciones comenzó en 1965 y se inauguró en 1969. En el año 2000, el Secretario de Agricultura Dan Glickman designó el edificio como Edificio Abraham Lincoln.

### Bibliotecarios del Departamento de Agricultura
- Aaron B. Grosh (1867–1869)[4]
- Stuart Eldridge (1869–1871)[5]
- John B. Russell (1871–1877)[5]
- Ernestine H. Stevens (1877–1893)[5]
- William P. Cutter (1893–1901)[4]
- Josephine Adelaide Clark (1901–1907)[4]
- Claribel Barnett (1907–1940)[4]
- Ralph R. Shaw (1940–1954)[4]
- Foster E. Mohrhardt (1954–1968)[4][6]
- John Sherrod (1968–1973)[4]
- Richard Farley (1973–1983)[4]
- Joseph Howard (1983–1994)[7]
- Pamela Q.J. Andre (1994–2002)[8]
- Peter Young (2002–2008)[9]
- Paul M. Wester Jr. (2015–2024)[10]

## Instalaciones
La biblioteca principal se encuentra en el Edificio Abraham Lincoln, un edificio de diecisiete pisos ubicado en los terrenos del Centro de Investigación Agrícola Henry A. Wallace Beltsville en Beltsville, Maryland. La NAL también operaba una sucursal en Washington, D. C., conocida como el Centro de Referencia de DC, ubicada en el Edificio Sur del USDA.

### Centro de Enseñanza e Investigación Agrícola Paul L. Byrne
El Centro de Enseñanza e Investigación Agrícola Paul L. Byrne está ubicado en la Universidad Estatal de California, Chico y es parte de la Granja Universitaria Paul L. Byrne Memorial de 800 acres.

## Servicios

### PubAg
PubAg es un motor de búsqueda que ofrece al público un acceso mejorado a las investigaciones publicadas por científicos del Departamento de Agricultura de los Estados Unidos (USDA), así como a citas relevantes para la agricultura en la literatura científica. Desde su lanzamiento el 13 de enero de 2015, PubAg puso a disposición del público más de 40 000 publicaciones de científicos del USDA y brindó acceso a 300 000 citas adicionales.

### Datos comunes agrícolas
Ag Data Commons es un repositorio y catálogo de conjuntos de datos científicos asociados con publicaciones del servicio de investigación agrícola del USDA y otras instituciones. Los datos incluidos están financiados por el USDA, total o parcialmente.

### LCA Commons
Organizado por la Biblioteca Nacional de Agricultura, el Fondo Común para la Evaluación del Ciclo de Vida de EE. UU. (LCA Commons) es una colaboración entre agencias federales, la industria privada e investigadores académicos. El objetivo de LCA Commons es recopilar y archivar datos de inventarios del ciclo de vida que representan las actividades económicas de EE. UU., poniéndolos a disposición para su reutilización gratuita. Está diseñado para su uso en evaluaciones del ciclo de vida (ACV), lo que facilita la evaluación de políticas, la toma de decisiones en la implementación de tecnologías y la divulgación pública de afirmaciones comparativas sobre productos o tecnologías.

### Espacio de trabajo i5K en NAL
El Espacio de Trabajo i5k@NAL ofrece a los proyectos genómicos resultantes de la iniciativa i5k un espacio para mostrar y compartir ensamblajes genómicos y modelos genéticos. En particular, el Espacio de Trabajo está dirigido a grupos de investigación que no disponen de los recursos necesarios para mostrar el ensamblaje genómico y sus características.

### AGRICOLA
NAL mantiene AGRICOLA (AGRICultural OnLine Access), la base de datos bibliográfica de literatura agrícola más grande del mundo. Contiene más de 4,1 millones de registros de publicaciones que datan del siglo XV. El 78 por ciento de los registros son artículos de revistas y capítulos de libros, mientras que el 22 por ciento cubre libros completos, revistas, mapas, recursos electrónicos y materiales audiovisuales. La base de datos indexa publicaciones de muchas disciplinas relacionadas con la agricultura, incluidas las ciencias veterinarias, la entomología, la silvicultura, la acuicultura y la pesca, la economía, la alimentación y la nutrición humana y las ciencias ambientales.
AGRICOLA se originó en 1942 como la "Bibliografía de Agricultura", un índice impreso de registros de citas de artículos. Se digitalizó por primera vez en 1970, cuando los registros se grababan en cintas magnéticas en lugar de reproducirlos manualmente. En ese momento, el nombre se cambió a AGRICOLA y los registros se pusieron a disposición a través de proveedores de bases de datos como Dialog y OCLC. En 1998, se puso a disposición del público general de forma gratuita en la World Wide Web.

### Colecciones especiales de la Biblioteca Nacional de Agricultura
Las Colecciones Especiales de la biblioteca albergan materiales excepcionales relacionados con la historia de la agricultura, incluyendo libros, manuscritos, pinturas y dibujos, catálogos de semillas, fotografías agrícolas y carteles desde el siglo XVI hasta la actualidad. Los temas que se abordan incluyen horticultura, entomología, ciencias avícolas e historia natural.

#### Colección de acuarelas pomológicas
Dentro de las Colecciones Especiales, la Colección de Acuarelas Pomológicas alberga más de 7500 acuarelas originales sobre temas botánicos creadas por artistas del USDA entre 1886 y 1942, casi la mitad de las cuales son manzanas. Es un recurso único que documenta las nuevas introducciones de cultivares de frutas y frutos secos, así como especímenes descubiertos por los exploradores de plantas del USDA, que representan 38 familias de plantas en total. Algunas de estas acuarelas fueron publicadas en el «Anuario del Departamento de Agricultura de los Estados Unidos» en el período 1902-1913, pero muchas nunca se publicaron.
En la colección están representados unos 65 artistas diferentes, de los cuales un tercio son mujeres. JSolo 9 de las 65 son responsables de más del 90% del total: Deborah Griscom Passmore (más de 1500 acuarelas), Amanda Newton (más de 1200), Mary Daisy Arnold, (más de 1000), Royal Charles Steadman (más de 850), J. Marion Shull (más de 750), Ellen Isham Schutt (más de 700), Bertha Heiges (más de 600), Elsie E. Lower (más de 250), y William Henry Prestele (más de 100). Muchas de las imágenes de la Colección de Acuarelas Pomológicas están disponibles en línea a través del Repositorio Digital de la biblioteca (ver enlace abajo).

### Repositorio Digital de la Biblioteca Nacional Agrícola
El Repositorio Digital del NAL, creado en abril de 2006, sirve como archivo digital de documentos históricos del USDA. El repositorio contiene más de 600.000 páginas de textos digitalizados. Entre las publicaciones que contiene se incluyen los números del «Journal of Agricultural Research» de 1913 a 1949 y los archivos del «Yearbook of the United States Department of Agriculture» que se remontan a 1894.

### Centros de información
La Biblioteca Nacional de Agricultura (NAL) también alberga varios centros de información especializados que brindan acceso a recursos informativos completos y esenciales centrados en aspectos específicos de la agricultura. Además de los servicios de referencia general disponibles en la NAL, cada centro ofrece acceso a recursos en internet que mejoran la disponibilidad y difusión de la información. Los centros cuentan con personal disponible para atender a los clientes tanto in situ como por teléfono, fax o correo electrónico. Los Centros de Información de la Biblioteca Nacional de Agricultura incluyen:
- Centro de Información sobre Sistemas Agrícolas Alternativos
- Centro de Información sobre Bienestar Animal
- Centro de Información sobre Alimentación y Nutrición 
  - Nutrition.gov
- Centro de Información sobre Investigación de Seguridad Alimentaria
- Centro Nacional de Información sobre Especies Invasoras
- Centro de Información Rural
- Centro de Información sobre Agua y Agricultura

#### Centro de información sobre bienestar animal
El Centro de Información sobre Bienestar Animal (AWIC) es un recurso centralizado de productos de información, servicios y actividades que brindan información sobre el bienestar animal en la investigación, la enseñanza, las pruebas y la exhibición según lo especificado por la Ley de Normas Mejoradas para Animales de Laboratorio de 1985. La Ley de 1985 fue una enmienda a la Ley de Bienestar Animal de 1966 (AWA), y ordenó un servicio de información en la NAL para brindar información sobre la capacitación de los empleados, prevenir la duplicación de experimentos con animales y mejorar los métodos de experimentación con animales al reducir o reemplazar el uso de animales y minimizar el dolor y la angustia de los animales. El centro pasó a llamarse AWIC en 1986.
El AWIC ofrece difusión educativa a través de su sitio web, talleres y capacitaciones presenciales y virtuales gratuitos, el canal de Twitter de USDA NAL y boletines mensuales. Los temas de divulgación se centran en la AWA y sus enmiendas, los principios de las Tres R (reducción, reemplazo y refinamiento del uso de animales) y la búsqueda de literatura alternativa. Esta información está disponible para el público, pero está dirigida específicamente a científicos, veterinarios, personal de cuidado animal, bibliotecarios y estudiantes. AWIC también ofrece servicios gratuitos de búsqueda bibliográfica previa solicitud.
AWIC apoya a la comunidad de investigación ayudándola con su búsqueda de literatura sobre alternativas, lo cual es una forma en que cumple con el requisito de AWA de considerar alternativas. Los científicos que trabajan con animales deben proporcionar a los Comités Institucionales de Cuidado y Uso de Animales (IACUC) de su institución documentación que demuestre que se consideraron alternativas a los procedimientos dolorosos o angustiantes y que los experimentos no son innecesariamente duplicados. Estas búsquedas bibliográficas ayudan a identificar métodos alternativos de las 3R para y dentro de la experimentación con animales.

#### Centro de información e investigación sobre seguridad alimentaria
La Oficina de Información de Investigación sobre Seguridad Alimentaria (FSRIO) recopila, organiza y difunde información sobre seguridad alimentaria de conformidad con la Ley de Reforma de Investigación, Extensión y Educación Agrícola de 1998. La Ley ordenó que el Departamento de Agricultura de los Estados Unidos (USDA) estableciera una oficina para recopilar y mantener información sobre estudios de seguridad alimentaria para evitar proyectos de investigación duplicados y ayudar al gobierno y a las organizaciones de investigación privadas a determinar las prioridades de investigación. La Biblioteca Nacional Agrícola inauguró formalmente la oficina el 2 de julio de 2001.
La misión de FSRIO también incluye difundir información al público en general sobre investigaciones financiadas con fondos públicos (incluidas las universitarias). y, en la medida de lo posible, iniciativas de investigación con financiación privada. La oficina asiste al Gobierno Federal y a entidades de investigación privadas en la evaluación de las necesidades de investigación en seguridad alimentaria, a la vez que apoya a la comunidad investigadora mediante la organización, recopilación y difusión de información sobre investigación en seguridad alimentaria. FSRIO también pone a disposición de los investigadores las investigaciones sobre seguridad alimentaria realizadas a través del Servicio de Investigación Agrícola y de otras agencias del Departamento de Agricultura de los EE. UU., así como los proyectos de la Administración de Alimentos y Medicamentos y los Institutos Nacionales de Salud.
FSRIO mantiene una base de datos de búsqueda de más de 1.700 productos de investigación sobre seguridad alimentaria que datan desde 1996 hasta la actualidad.  La colección está indexada utilizando el Tesauro de la Biblioteca Nacional Agrícola (NALT). El Tesauro y su glosario son herramientas de vocabulario en línea de términos agrícolas y relacionados en inglés y español, producidos cooperativamente a través de NAL, USDA, el Instituto Interamericano de Cooperación para la Agricultura y otras instituciones agrícolas latinoamericanas en el Servicio de Información y Documentación Agrícola de las Américas (SIDALC). En 2016, FSRIO creó un repositorio de videos "Conozca al Experto" que incluye contenido de diversas fuentes. Los videos destacan las últimas investigaciones sobre seguridad alimentaria realizadas en el USDA y otras agencias federales.

#### Centro de Información sobre Alimentos y Nutrición
En 1971, se estableció el Centro de Información sobre Alimentos y Nutrición (FNIC) como un repositorio nacional de materiales de capacitación y educativos para el personal de los Programas de Nutrición Infantil del USDA (por ejemplo, programas de almuerzos escolares).  La Ley de Alimentación y Agricultura de 1977 impulsó la misión del FNIC también de ser un recurso para las agencias educativas estatales y los miembros interesados del público en general. El FNIC cubre temas relacionados con las guías dietéticas y suplementos, así como datos de composición de alimentos. También mantiene una base de datos con una extensa lista de recursos y temas relacionados con la alimentación, la nutrición y otras materias.  Actualmente, el sitio web de FNIC contiene enlaces a más de 2500 recursos actuales y confiables sobre nutrición y es actualizado periódicamente por un equipo de dietistas registrados.
FNIC ofrece una Ingesta Dietética de Referencia (DRI) (División de Salud y Medicina establecida de las Academias Nacionales de Ciencias, Ingeniería y Medicina) Calculadora de recomendaciones nutricionales diarias, recetas saludables, materiales educativos, recursos profesionales, información sobre etiquetado de alimentos e información sobre seguridad alimentaria para el consumidor, entre otros recursos. En 2019, FNIC amplió su sitio web en español, "En Español", que ofrece más de cuarenta páginas web traducidas al español. Con la pandemia de COVID-19 de 2020, FNIC amplió el sitio para ofrecer una página de recetas con recetas de sitios federales y del Servicio Cooperativo de Investigación, Educación y Extensión Estatal; la biblioteca de recetas se actualiza periódicamente.

#### "Nutrition.gov"
"Nutrition.gov" es un sitio web patrocinado por el USDA, creado y mantenido por el Centro de Información sobre Alimentos y Nutrición. El sitio web recibe orientación sobre su contenido de un grupo de trabajo del USDA compuesto por expertos científicos en alimentación y nutrición y del Departamento de Salud y Servicios Humanos de los Estados Unidos (HHS). Lanzado en 2004, Nutrition.gov forma parte del Plan de Intervención contra la Obesidad del USDA y está financiado por el área de Investigación, Educación y Economía (REE) del USDA. "Nutrition.gov" ofrece a los consumidores acceso a información actualizada y confiable sobre alimentos, alimentación saludable, seguridad alimentaria y actividad física.